# Maestros comacini

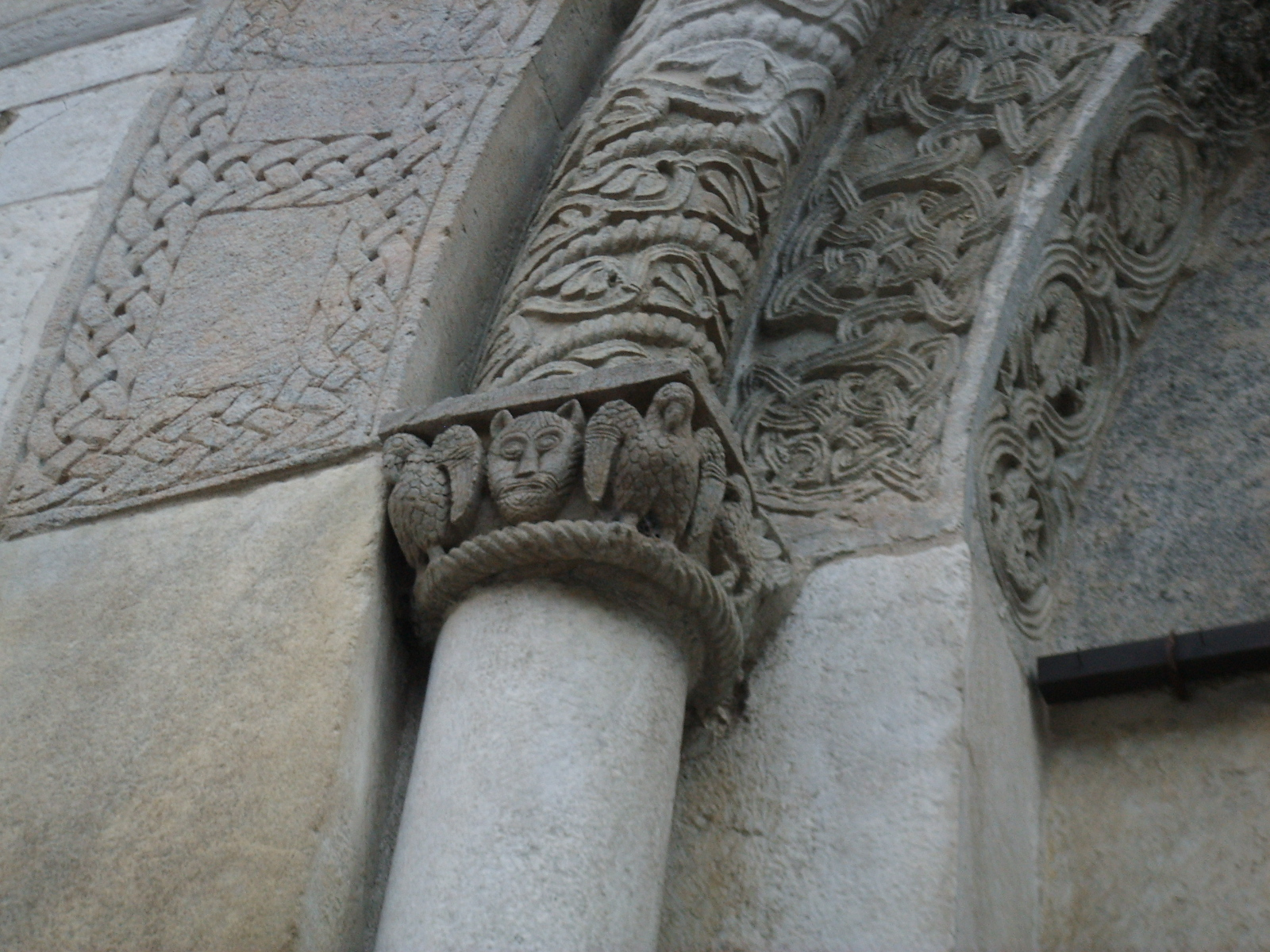
Detalle escultórico de la basílica de Sant'Abbondio (Como).

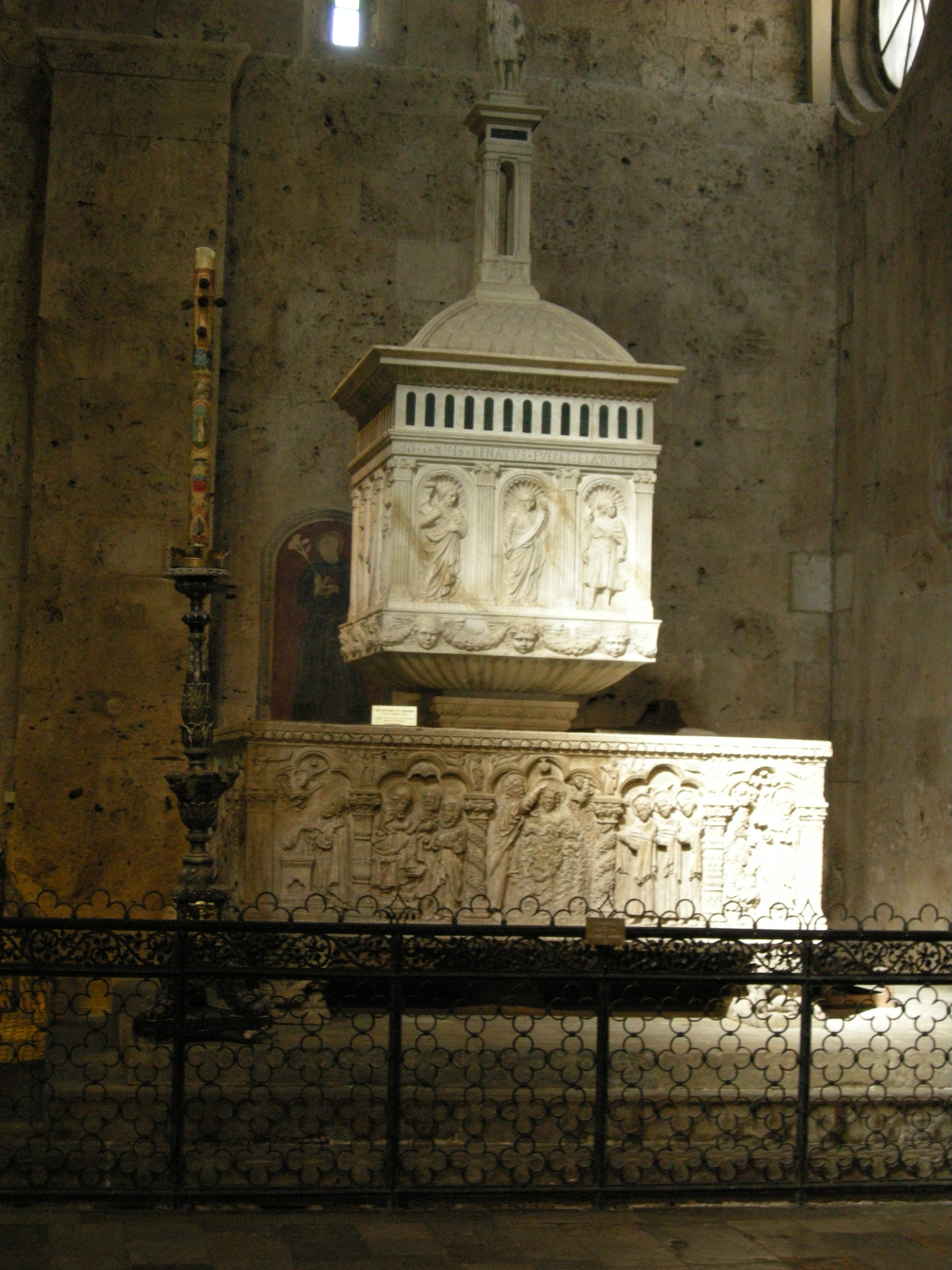
Duomo di Massa Marittima, pila bautismal de Giroldo da Arogno (1267)

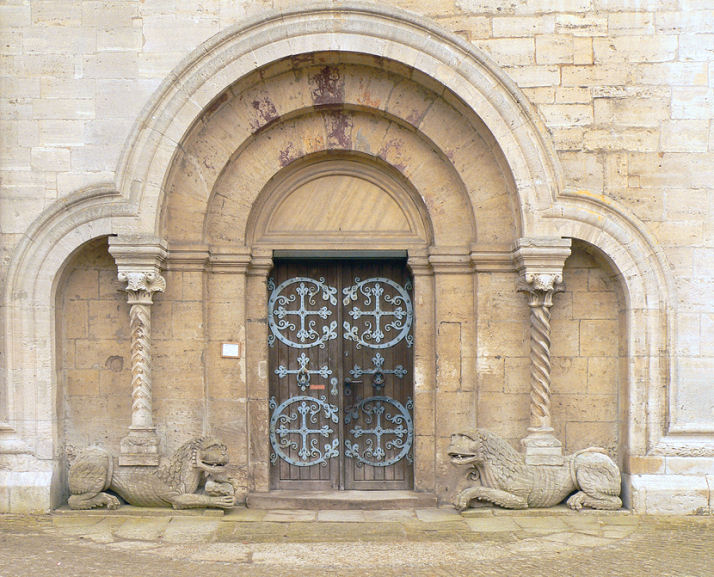
Portal de los leones en la catedral de Königslutter, una obra en Alemania de los maestros comacini

Los maestros comacini (en italiano: maestri comacini; en latín: Magistri comacini o commacini o comeceni) fueron un grupo de constructores, canteros, albañiles, estucadores y artistas unidos en un gremio de empresas constructoras compuesta de profesionales especializados, activos desde el siglo VII en la zona próxima a Como —hoy entre la provincia de Como y el cantón del Tesino— y en general en toda Lombardía.
El primer documento que cita al Magister Commacinus es el edicto de Rotario del 22 de noviembre de 643. También el edicto de Liutprando de 28 de febrero de 713 informa en un apéndice de un memoratorium de mercedibus commacinorum, una guía de tarifas.
La denominación «comacini» se pensó siempre que derivaba de Como, tierra de origen de estos maestros. Al inicio del siglo XX, el profesor Monneret de Villard ha rechazado esa etimología sosteniendo que el adjetivo que deriva de Como es «comasco» o «comense» y prefiere la etimología que la hace provenir de «cum machinis» o «cum macinis» refiriéndose a los andamios y cabrestantes que estos artesanos usaban en la construcción de sus obras. De cualquier forma, se prefiere la etimología geográfica.
Algunos artistas anónimos pertenecientes a la corporación fueron también decoradores, escultores, canteros y tallistas y estuvieron entre los primeros maestros del románico lombardo. Estos escultores se trasladaban con gran facilidad y sus obras están documentadas en la región de los prealpes y en la llanura Padana, en el cantón del Tesino, en el Lacio a inicios del siglo IX, y algunos de ellos se movieron incluso a Alemania, Dinamarca y Suecia.
Entre las mejores obras de esta escuela se encuentran en Como la decoración externa de la basílica de Sant'Abbondio y el coro de la iglesia de san Fedele, con figuras zoomorfas, monstruos, grifos, etc. En estas representaciones las figuras humanas son raras y caracterizadas por un aspecto rechoncho y poco realista. Mayor es su maestría al representar figuras de animales o complejos vegetales: esto quizás se deba al hecho de que estos escultores podían contar con modelos y otros objetos de apoyo. El relieve es plano y estilizado, amplio el recurso al taladro para crear una separación total con el fondo, de profundidad fija y para dar efectos de claroscuro.